# Yves Navarre
Yves Navarre (Condom, 24 settembre 1940 – Parigi, 24 gennaio 1994) è stato uno scrittore francese. Omosessuale, il suo lavoro si è concentrato principalmente sul tema dell'omosessualità. Nel 1980 è stato insignito del premio Goncourt per il romanzo Il giardino zoologico (Le Jardin d'acclimatation).

## Biografia

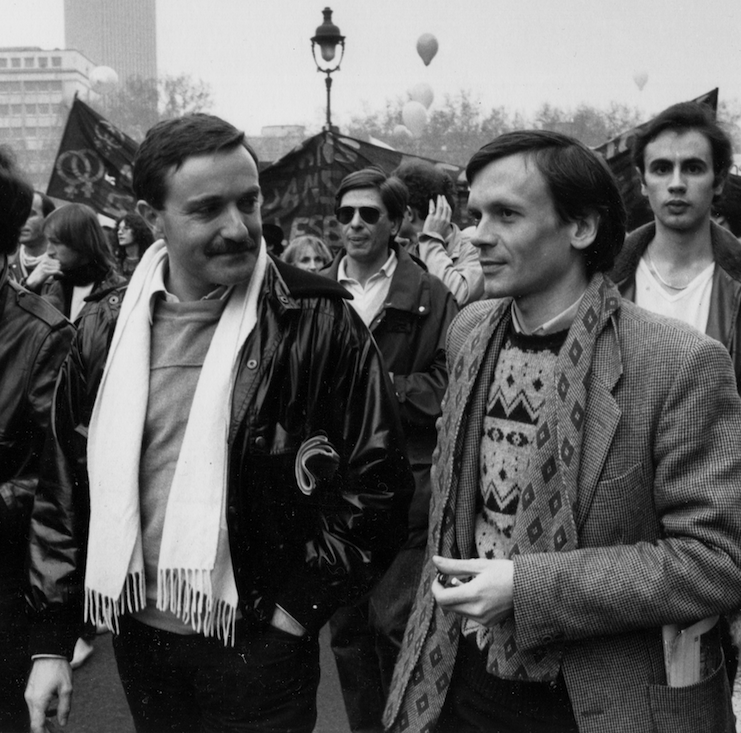
Yves Navarre e Jean Le Bitoux a la manifestazione per i diritti dei gay e delle lesbiche, Parigi, 4 aprile 1981

Dopo aver studiato spagnolo, inglese e lettere moderne all'Università di Lille, si laureò all'École des hautes études commerciales du Nord (EDHEC) nel 1964. In seguito lavorò nel mondo della pubblicità.
Iniziò la sua carriera letteraria con la pubblicazione, nel 1971, di Lady Black, che ebbe quali personaggi dei travestiti. Due anni più tardi scrisse Les Loukoums, la storia di un gruppo di abitanti di New York afflitti da una malattia. Seguirono una serie di romanzi in cui il tema principale fu quella dell'amore tra due uomini (Le Petit Galopin de nos corps, 1977; Portrait de Julien devant la fenêtre, 1979).
Scrisse anche dei pezzi per il teatro come Il pleut, si on tuait papa-maman, Dialogue de sourdes, La Guerre des piscines, Lucienne de Carpentras (dove si trova Lucy Balfour, uno dei personaggi principali di Les Loukoums) e Les Dernières Clientes.
Nel 1980, in Il giardino zoologico (Le Jardin d'acclimatation) raccontò la storia di un giovane di buona famiglia destinato all'internamento e alla lobotomia perché gay. Per aver scritto su questo libro venne insignito del premio Goncourt.
Tra il 1981 e il 1989 divenne il portavoce di François Mitterrand per gli omosessuali, ma si sentì incompreso come romanziere.
Tra il 1990 e il 1993, andò a vivere in a Montréal in Quebec. Nel 1991, pubblicò Ce sont amis que vent emporte, un romanzo ambientato a Montreal con protagonista lo scultore Rocco e il suo compagno, il ballerino David. Il libro racconta la loro lotta contro l'AIDS.
Tornato in Francia, fu colpito dalla depressione. Si suicidò il 24 gennaio 1994 assumendo dei barbiturici.

## Pubblicazioni

### Romanzi
- Lady Black, Flammarion, 1971.
- Evolène, Flammarion, 1972.
- Les Loukoums, Flammarion, 1973.
- Le Cœur qui cogne, Flammarion, 1974.
- Killer: roman, Flammarion, 1975.
- Plum Parade: vingt-quatre heures de la vie d'un mini-cirque, Flammarion, 1975.
- Niagarak, Grasset, 1976.
- Le Petit Galopin de nos corps, (pubblicato nel 1977 da Robert Laffont), recentemente riedito con una prefazione di Serge Hefez, coll. "Classiques H&O poche", Béziers : H&O, 2005. 10,8 x 17,8 cm. 256 pagine ISBN 2-84547-109-2, traduzione italiana di Daniele Cenci: Il piccolo messaggero dei nostri corpi, Albano Laziale (RM), 2008 ISBN 978-88-6075-012-9
- Kurwenal ou la Part des êtres, Robert Laffont, 1977.
- Je vis où je m'attache, Robert Laffont, 1978.
- Le Temps voulu, Flammarion, 1979.
- Portrait de Julien devant sa fenêtre, Robert Laffont, 1979 ; H&O, 2006.
- Le Jardin d'acclimatation, Flammarion, 1980, traduzione italiana di Benedetta de Rose: Il giardino zoologico, Edizioni del Cardo, Albano Laziale (RM), 2007 ISBN 978-88-6075-004-4
- Romances sans paroles, Flammarion, 1982.
- Premières Pages, Flammarion, 1983.
- L'Espérance de beaux voyages, 1 : Eté-automne, Flammarion, 1984.
- Phénix, le paysage regarde, illustrato da Jean Dieuzaide e Lucien Clergue, P. Montel, 1984.
- Louise, Flammarion, 1985.
- Fête des mères, Albin Michel, 1987.
- Romans, un roman, Albin Michel, 1988
- Hôtel Styx, Albin Michel, 1989.
- Douce France, Québec, Leméac, 1990.
- La Terrasse des audiences au moment de l'adieu, Montréal, Leméac, 1990.
- Ce sont amis que vent emporte, Flammarion, 1991.
- La Vie dans l'âme, carnets , Montréal, Le Jour / VLB, 1992.
- Poudre d'or, Flammarion, 1993.
- Dernier dimanche avant la fin du siècle, Flammarion, 1994.
- La Ville atlantique, Leméac/Actes Sud, 1996.
- Dialogue de sourdes, Nice, La Traverse, 1999.
- La Dame du fond de la cour, Leméac/Actes Sud, 2000.
- Avant que tout me devienne insupportable, H&O, 2006.

### Teatro
- Théâtre, 3 tomi, Flammarion, 1974, 1976, 1982.

### Autobiografie
- Biographie, Flammarion, 1981.
- Une vie de chat, Albin Michel, 1986.
- Un condamné à vivre s'est échappé, textes, entretiens et poèmes, con Pierre Salducci, Hull [Québec], Vents d'Ouest, 1997.